# Seona Dancing
Seona Dancing byla britská popová skupina ze začátku 80. let 20. století, která lze zařadit do nové britské vlny. Tvořili ji Ricky Gervais a Bill Macrae.
Skupina vznikla v červenci 1982, kdy Gervais i Macrae byli v posledním ročníku University College London. Macrae stál za klávesami, Gervais zpíval, na psaní se podíleli oba dva.
Po nahrání demo pásky čítající 16 písniček podepsali smlouvu s nakladatelstvím London Records, které vydalo dvě jejich singlové desky (7 a 12"):
- More to Lose
- Bitter Heart.

Bitter Hearts i přes propagaci v televizi a natočenému videoklipu vyšplhala jen na 79. příčku britské hitparády.
More to Lose videoklip nemělo, ale skupina písničku zahrála naživo v tehdejším seriálu Razzamatazz. Písnička se dostala jen na 117. příčku mezi britskými singly. Nicméně, od roku 1985 byla pouštěna v rádiích (nejdříve na DWRT-FM, později i na jiných stanicích) na Filipínách pod „falešným“ jménem Fade/Medium. Teprve o rok později uvedla DWXB-102 autory písničky správně. Na Filipínách se More to Lose stala značně populární písničkou nové vlny rozčarované filipínské mládeže a dalo by se říci její hymnou.
Po nedostaveném úspěchu a stagnaci se duo na přelomu let 1983/84 rozpadlo. Bill Macrae se poté dal na sólovou dráhu, ale nedosáhl výrazného úspěchu. Ricky Gervais poté chvíli pracoval v kanceláři, na konci 90. let ale prorazil se seriálem Kancl a stal se úspěšným stand-up komikem, hercem a producentem, známým v Británii a později i Hollywoodu.